# Puccinia aegopodii
Puccinia aegopodii ist eine Ständerpilzart aus der Ordnung der Rostpilze (Pucciniales). Der Pilz ist ein Endoparasit des Gierschs. Symptome des Befalls durch die Art sind Rostflecken und Pusteln auf den Blattoberflächen der Wirtspflanzen. Sie ist paläarktisch verbreitet.

## Merkmale

### Makroskopische Merkmale
Puccinia aegopodii ist mit bloßem Auge nur anhand der auf der Oberfläche des Wirtes hervortretenden Sporenlager zu erkennen. Sie wachsen in Nestern, die als gelbliche bis braune Flecken und Pusteln auf den Blattoberflächen erscheinen.

### Mikroskopische Merkmale
Das Myzel von Puccinia aegopodii wächst wie bei allen Puccinia-Arten interzellulär und bildet Saugfäden, die in das Speichergewebe des Wirtes wachsen. Spermogonien und Aecien der Art sind nicht vorhanden. Gleiches gilt für Uredien des Pilzes. Die auf beiden Blattseiten der Wirtspflanzen wachsenden Telien der Art sind schwarzbraun, pulverig und früh unbedeckt. Sie stehen vor allem an Blattadern und -stielen. Die schokoladenbraunen Teliosporen sind zweizellig, in der Regel länglich bis eiförmig, glatt und 28–48 × 15–22 µm groß. Ihre Stiele sind farblos und bis zu 32 µm lang.

## Verbreitung
Das bekannte Verbreitungsgebiet von Puccinia aegopodii umfasst ganz Eurasien.

## Ökologie
Die Wirtspflanzen von Puccinia aegopodii ist der Giersch (Aegopodium podagraria). Der Pilz ernährt sich von den im Speichergewebe der Pflanzen vorhandenen Nährstoffen, seine Sporenlager brechen später durch die Blattoberfläche und setzen Sporen frei. Die Art verfügt über einen mikrozyklischen Entwicklungszyklus, der nur Telien umfasst und ohne Aecien, Spermogonien und Uredien auskommt.